# Финал Кубка Либертадорес 2013
Финал Кубка Либертадорес 2013 года — два матча, по результатам которых был определён победитель Кубка Либертадорес 2013, 54-го розыгрыша самого престижного клубного турнира Южной Америки, проводимого КОНМЕБОЛ. Матчи были сыграны 17 и 24 июля 2013 года между парагвайской «Олимпией» из Асунсьона и бразильским «Атлетико Минейро».
Первый матч, прошедший в Асунсьоне на стадионе «Дефенсорес дель Чако», завершился со счётом 2:0 в пользу «Олимпии». Первый мяч в середине первого тайма забил полузащитник сборной Уругвая Алехандро Сильва. Второй мяч на 4-й добавленной к основному времени минуте забил ударом со штрафного Вильсон Питтони.
Ответный матч прошёл в Белу-Оризонти на стадионе «Минейран» вместо домашнего стадиона «Атлетико Минейро» «Индепенденсии». После первого тайма счёт не был открыт, но уже через минуту после перерыва Жо сделал счёт 1:0. За четыре минуты до конца основного времени Леонардо Силва ударом головой из пределов штрафной забил второй мяч, сравняв счёт по сумме двух встреч — 2:2. Предусмотренное по регламенту дополнительное время не выявило победителя, после чего была назначена серия пенальти, в которой точнее оказался клуб из Бразилии — 4:3. Решающим оказался промах аргентинского полузащитника «Олимпии» Матиаса Хименеса, пробившего в перекладину.
«Олимпия» приняла участие в финале турнира 6 раз, в том числе и в самом первом — в 1960 году, — одержав победу в трёх из них — в 1979 над «Бока Хуниорс», в 1990 над «Барселоной» из Гуаякиля и в 2002 году над «Сан-Каэтано» — и трижды проиграв — в 1960 году «Пеньяролю», в 1989 «Атлетико Насьональ» и в 1991 «Коло-Коло». Для «Атлетико Минейро» этот финал стал первым в истории клуба, лучшим же результатом команды до этого был полуфинал Кубка Либетадорес 1978. Другая команда из Белу-Оризонти — «Крузейро» — четыре раза играла в финале, одержав победу дважды в 1976 и 1997 годах.
Для бразильских клубов этот финал стал 32-м и 9-м подряд, тогда как для клубов из Парагвая он стал 7-м, причем все 7 раз в финал вышла «Олимпия».

## Правила
Финал Кубка Либертадорес состоит из двух матчей, которые проходят на домашних стадионах каждого из финалистов. Команда, имеющая более высокий посев, или имеющая лучший результат после группового этапа, играет ответный матч дома. Команда, которая набирает больше очков — три за победу, одно за ничью и ноль за поражение — после двух матчей, становится чемпионом. В отличие от предыдущих стадий турнира, правило гола, забитого на чужом поле, не используется. В случае равенства двух команд по очкам после ответного матча побеждает команда с лучшей разницей голов. Если у обеих команд разница голов равна, назначается дополнительное время. Дополнительное время будет состоять из двух таймов по 15 минут. В случае, если не удаётся выявить победителя, назначается серия послематчевых пенальти, в которой каждая команда пробивает по 5 ударов, но возможно и то, что одна из команд может победить до того, как нанесёт пятый удар. Если после первых 10 ударов победитель не выявлен, команды пробивают по одному удару до первого промаха.

## Детали
«Олимпия» попала в Кубок Либертадорес 2013, став лучшей командой в общей таблице чемпионата Парагвая 2012 года после победителей Клаусуры и Апертуры «Либертада» и «Серро Портеньо», соответственно. Так она получила место Парагвай 1 и начала турнир с первого этапа. «Атлетико Минейро» занял 2-е место в чемпионате Бразилии 2012 и получил место Бразилия 4 и прямое попадание во второй этап.
Первый матч финала Кубка Либертадорес стал третьим, который прошёл на стадионе «Дефенсорес дель Чако», а также третьим, который прошёл в Асунсьоне и в Парагвае вообще.
Ответный матч стал восемнадцатым и третьим подряд, который прошёл в Бразилии и пятым, который прошёл на «Минейране» и в Белу-Оризонти.

## Дорога к финалу

### «Олимпия» впервом этапе
«Олимпия» начала турнир с первого этапа, где она разыгрывала путёвку в группу 7 с уругвайским «Дефенсор Спортингом». Первый матч, прошедший на стадионе «Луис Франсини». В ответном матче «Олимпия» выиграла со счётом 2:0 и прошла во второй этап, выиграв по очкам 4:1. Голами отметились Хуан Карлос Феррейра и Эдуардо Аранда.

### «Олимпия» вгруппе 7 второго этапа
Обыграв «Дефенсор Спортинг», «Олимпия» попала в группу 7, где встретилась с чемпионом венесуэльской Примеры 2011/2012 «Депортиво Лара», победителем Апертуры 2012 чемпионата Чили «Универсидад де Чили» и аргентинским «Ньюэллс Олд Бойз», ставшим 3-м в общей таблице Клаусуры и Торнео Инисиаль 2012 года.
«Олимпия» стартовалв с поражения в Росарио, где пропустила от «Ньюэллс Олд Бойз» три мяча, на что смогла ответить лишь голом Фреди Барейро. Разгромив в следующем туре «Универсидад де Чиди» благодаря голам Хуана Мануэля Сальгейро, Ричарда Ортиса и Салустиано Кандии, «Олимпия» поделила спустя две недели очки с «Депортиво Лара» — 2:2, — после чего делила с ней второе место. В следующих трёх играх асунсьонцы одержали три победы, среди которых были разгромы дома венесуэльцев 5:1 — отличись Барейро, Миранда, Аранда и дважды Питтони — и «Ньюэллс Олд Бойз» 4:1 — по два гола забили Сальгейро и Феррейра.

### «Атлетико Минейро» вгруппе 3 второго этапа
На втором этапе в «Атлетико Минейро» достались в соперники их соотечественники «Сан-Паулу», ставшие 4-ми в чемпионате Бразилии и завоевавшие Южноамериканский кубок 2012, обыграв в финале другого участника Кубка Либертадорес «Тигре», чемпион Клаусуры 2012 чемпионата Аргентины «Арсенал» и лучшая команда Клаусуры и Апертуры 2012 чемпионата Боливии «Стронгест».
Клуб из Белу-Оризонти одержал пять побед в первых пяти матчах в группе, досрочно выйдя в плей-офф с первого места уже после четвёртого матча. Стартовал «Атлетико» с домашней победы над «Сан-Паулу» 2:1 — отличились Жо и капитан команды Ревер. Особенно запоминающимися стали матчи с «Арсеналом», каждый из которых бразильцы выиграли со счётом 5:2. В первом из них, прошедшем в Саранди, хет-триком отметился Бернард, ещё по разу отличились Жо и Диего Тарделли. В ответном матче у «Атлетико» забили Диего Тарделли, Луан, Александро и дважды Роналдиньо. Особенно зрелищными получились второй гол 10-го номера, который послал мяч в «девятку» с угла штрафной площади, и вышедшего на замену Александро, поставившего точку в этом матче. В матчах со «Стронгест» «петухи» также не испытали проблем, дважды обыграв боливийский клуб с одинаковым счётом 2:1. В заключительном матче в группе «Атлетико» уступил в гостях «Сан-Паулу» 2:0.

### «Олимпия» вплей-офф
По итогам второго этапа «Олимпия» стала третьей в классификационной таблице плей-офф, что дало ей право сыграть в 1/8 финала с 14-й командой. Ей оказался «Тигре», встречавшийся в группе с другим клубом из Асунсьона «Либертадом». В первом матче на стадионе «Хосе Дельяджованна» в Буэнос-Айресе «Тигре» одержал победу со счётом 2:1, однако единственный гол Эрминио Миранды оставил парагвайцам надежду на ответный матч. В ответном матче «Олимпия» оказалась сильнее, забив два безответных мяча усилиями Фреди Барейро и защитника гостей Норберто Папаратто, срезавшего мяч в свои ворота и.
Общий счёт по очкам — 3:3, однако «Олимпия» забила на один мяч больше соперника.
В четвертьфинале парагвайцам достался чемпион Бразилии 2012 года «Флуминенсе», занявший в своей группе первое место и обыгравший в 1/8 финала эквадорский «Эмелек». «Флуминенсе» получил 6 номер посева, поэтому первый матч прошёл в Рио-де-Жанейро. Встреча на «Энженьяне» завершилась безголевой ничьей, а в ответном матче в Асунсьоне «Олимпия» благодаря дублю Хуана Мануэля Сальгейро выиграла 2:1 и с общим счётом по очкам 4:1 вышла в полуфинал.
Там она встретилась с одной из сенсаций текущего розыгрыша колумбийским «Санта-Фе». «Кардиналы» стали первыми в своей группе после «Реала Гарсиласо», также удивившего своим выступлением, а в общей таблице стали вторыми. К слову, с перуанцами «Санта-Фе» встречался и в четвертьфинале, где также оказался сильнее. Так как колумбийцы обладали более высоким номером посева — 2-м против 3-го у «Олимпии», — первый матч на этот раз состоялся на «Дефенсорес дель Чако». В очень упорной встрече, в которой очень долго счёт оставался нулевым, парагвайцы смогли преодолеть сопротивление гостей, забив два мяча в конце матча. Эрминио Миранда оказался точным с 11-метровой отметки, а Хуан Карлос Феррейра установил окончательный счёт. Ответный матч в Боготе на «Эль-Кампине» вызвал большой ажиотаж у болельщиков хозяев, раскупивших все билеты. Как и неделю назад в Асунсьоне, счёт долгое время не удавалось открыть и единственный мяч был забит на 75-й минуте. Проиграв в ответном матче 1:0, «Олимпия» всё же имела преимущество по количеству забитых мячей и стала первым финалистом.

### «Атлетико Минейро» вплей-офф
Заработав 15 очков на втором этапе, «Атлетико Минейро» получил первый номер посева и встретился в 1/8 финала с 16-й командой, которой стал «Сан-Паулу» — его соперник в группе. Выиграв первый матч в гостях 2:1 после голов Роналдиньо и Диего Тарделли, в ответном матче «Атлетико» также оказался сильнее 4:1 — Жо оформил хет-трик, ещё один мяч забил Тарделли. Общий итог встреч двух бразильских клубов в турнире
— три победы «Атлетико Минейро» против одной у «Сан-Паулу», разница мячей — 8:5 — также в пользу клуба из Белу-Оризонти.
Соперником «Атлетико Минейро» в четвертьфинале стала мексиканская «Тихуана», занявшая второе место в группе после победителя предыдущего розыгрыша «Коринтианса» и одолевшая в 1/8 финала другой бразильский клуб «Палмейрас». В первом матче в гостях «Атлетико» проигрывал 2:1, но смог уйти от поражения на 4-й добавленной минуте благодаря голу Луана. Ещё один мяч записал на свой счёт Тарделли. В ответном матче на «Индепенденсии» в Белу-Оризонти хозяева также проигрывали по ходу встречи 1:0, но Ревер сравнял счёт. Дальше прошли «петухи», забив на выезде на один мяч больше, чем соперник.
В полуфинале бразильцы встречались с «Ньюэллс Олд Бойз», соперником другого финалиста, «Олимпии», на втором этапе. В первом матче, прошедшем в Росарио на стадионе, названном в честь бывшего игрока и тренера «прокажённых» Марсело Бьелсы, аргентинцы оказались сильнее гостей 2:0, в состав которых после Кубка конфедераций 2013 вернулись Жо, Бернард и Ревер. Ответный матч в Белу-Оризонти начался с атак хозяев, и Бернард открыл счёт уже на 2-й минуте после разрезающего паса Роналдиньо. На 82-й минуте из-за выхода из строя части освещения стадиона встречу пришлось прервать, в результате чего к основному времени было добавлено 15 минут. На 4-й добавленной минуте вышедший на замену Гильерме воспользовался нерасторопностью гостей в своей штрафной, подобрал отскочивший к нему мяч и сделал счёт 2:2 по сумме двух игр. По регламенту дополнительное время не было назначено и сразу последовала серия пенальти, в которой «Атлетико Минейро» оказался точнее 3:2. Решающий удар у хозяев нанёс Роналдиньо.

### Результаты матчей
| # | Команда Шаблон      | И | В | Н | П | М       | ±  | Очки |
| - | ------------------- | - | - | - | - | ------- | -- | ---- |
| 1 | Олимпия (Асунсьон)  | 6 | 4 | 1 | 1 | 16 − 7  | +9 | 13   |
| 2 | Ньюэллс Олд Бойз    | 6 | 3 | 0 | 3 | 11 − 10 | +1 | 9    |
| 3 | Универсидад де Чили | 6 | 3 | 0 | 3 | 8 − 11  | −3 | 9    |
| 4 | Депортиво Лара      | 6 | 1 | 1 | 4 | 7 − 14  | −7 | 4    |

| # | Команда Шаблон    | И | В | Н | П | М       | ±  | Очки |
| - | ----------------- | - | - | - | - | ------- | -- | ---- |
| 1 | Атлетико Минейро  | 6 | 5 | 0 | 1 | 16 − 9  | +7 | 15   |
| 2 | Сан-Паулу         | 6 | 2 | 1 | 3 | 8 − 8   | 0  | 7    |
| 3 | Арсенал (Саранди) | 6 | 2 | 1 | 3 | 10 − 15 | −5 | 7    |
| 4 | Стронгест         | 6 | 2 | 0 | 4 | 8 − 10  | −2 | 6    |

## Детали матчей

### Первый матч
| 17 июля 2013 20:50 UTC-4   | \| Олимпия \| 2:0 (1:0) Отчёт \| Атлетико Минейро \| \| Сильва 22′ · Питтони 90+4′ \| Голы \| \| | «Дефенсорес дель Чако», Асунсьон Судья: Нестор Питана |
| Олимпия                    | 2:0 (1:0) Отчёт                                                                                  | Атлетико Минейро                                      |
| Сильва 22′ · Питтони 90+4′ | Голы                                                                                             |                                                       |

| Олимпия | Атлетико Минейро |

| ОЛИМПИЯ:          |    |                        |         |       |
|                   |    |                        |         |       |
| ВР                | 1  | Мартин Сильва          |         |       |
| ЗЩ                | 5  | Хулио Сесар Мансур     |         |       |
| ЗЩ                | 15 | Эрминио Миранда        | 16'     |       |
| ЗЩ                | 19 | Салустиано Кандия (к)  |         |       |
| ПЗ                | 3  | Алехандро Сильва       | 22′ 23' |       |
| ПЗ                | 17 | Нельсон Бенитес        |         |       |
| ПЗ                | 8  | Вильсон Питтони        | 90+4′   |       |
| ПЗ                | 14 | Эдуардо Аранда         |         |       |
| ПЗ                | 4  | Матиас Хименес         | 8'      | 46'   |
| НП                | 16 | Фреди Барейро          |         | 90+1' |
| НП                | 10 | Хуан Мануэль Сальгейро |         | 89'   |
| Запасные:         |    |                        |         |       |
| ВР                | 25 | Блас Эрмосилья         |         |       |
| ЗЩ                | 24 | Рикардо Масакотте      |         |       |
| ЗЩ                | 6  | Энрике Габриэль Меса   |         |       |
| ПЗ                | 13 | Карлос Паредес         | 89'     |       |
| ПЗ                | 23 | Хорхе Баэс             |         |       |
| НП                | 7  | Энцо Проно             | 90+1'   |       |
| НП                | 9  | Хуан Карлос Феррейра   | 46'     |       |
| Тренер:           |    |                        |         |       |
| Эвер Уго Альмейда |    |                        |         |       |

| АТЛЕТИКО МИНЕЙРО: |    |                  |         |     |
|                   |    |                  |         |     |
| ВР                | 1  | Виктор           |         |     |
| ЗЩ                | 2  | Маркос Роша      | 80'     |     |
| ЗЩ                | 4  | Ревер (к)        |         |     |
| ЗЩ                | 3  | Леонардо Силва   |         |     |
| ЗЩ                | 20 | Ришарлисон       | 45' 90' |     |
| ПЗ                | 5  | Пьерре           |         |     |
| ПЗ                | 28 | Жозуэ            | 42'     |     |
| НП                | 9  | Диего Тарделли   |         |     |
| ПЗ                | 10 | Роналдиньо       |         | 64' |
| НП                | 27 | Луан             |         | 63' |
| НП                | 7  | Жо               |         | 80' |
| Запасные:         |    |                  |         |     |
| ВР                | 12 | Джованни         |         |     |
| ЗЩ                | 15 | Жилберту Силва   |         |     |
| ЗЩ                | 6  | Жуниор Сезар     |         |     |
| ПЗ                | 18 | Розинеи          | 63'     |     |
| ПЗ                | 8  | Леандро Донизете |         |     |
| НП                | 19 | Александро       | 80'     |     |
| НП                | 17 | Гильерме         | 64'     |     |
| Тренер:           |    |                  |         |     |
| Кука              |    |                  |         |     |

| Игрок матча: Вильсон Питтони Помощники судьи: Эрнан Майдана Хуан Белати Четвёртый судья: Херман Дельфино |

### Ответный матч
| 24 июля 2013 21:50 UTC-3              | \| Атлетико Минейро \| 2:0 (0:0, 2:0, 0:0) (доп.) п. 4:3 Отчёт \| Олимпия \| \| Жо 46′ · Л. Силва 86′ \| Голы \| \| \| Александро · Гильерме · Жо · Л. Силва \| Пенальти \| Миранда · Феррейра · Кандия · Аранда · Хименес \| | «Минейран», Белу-Оризонти Судья: Вильмар Рольдан |
| Атлетико Минейро                      | 2:0 (0:0, 2:0, 0:0) (доп.) п. 4:3 Отчёт | Олимпия                                          |
| Жо 46′ · Л. Силва 86′                 | Голы |                                                  |
| Александро · Гильерме · Жо · Л. Силва | Пенальти | Миранда · Феррейра · Кандия · Аранда · Хименес   |

| Атлетико Минейро | Олимпия |

| АТЛЕТИКО МИНЕЙРО: |    |                  |      |     |
|                   |    |                  |      |     |
| ВР                | 1  | Виктор           |      |     |
| ЗЩ                | 29 | Мишел            |      | 71' |
| ЗЩ                | 4  | Ревер (к)        |      |     |
| ЗЩ                | 3  | Леонардо Силва   |      |     |
| ЗЩ                | 6  | Жуниор Сезар     |      |     |
| ПЗ                | 5  | Пьерре           |      | 46' |
| ПЗ                | 28 | Жозуэ            |      |     |
| НП                | 9  | Диего Тарделли   |      | 79' |
| ПЗ                | 10 | Роналдиньо       |      |     |
| НП                | 11 | Бернард          | 21'  |     |
| НП                | 7  | Жо               |      |     |
| Запасные:         |    |                  |      |     |
| ВР                | 12 | Джованни         |      |     |
| ЗЩ                | 15 | Жилберту Силва   |      |     |
| ПЗ                | 18 | Розинеи          | 46'  |     |
| ПЗ                | 8  | Леандро Донизете |      |     |
| НП                | 19 | Александро       | 71'  |     |
| НП                | 17 | Гильерме         | 79'  |     |
| НП                | 27 | Луан             | 108' |     |
| Тренер:           |    |                  |      |     |
| Кука              |    |                  |      |     |

| ОЛИМПИЯ:          |    |                        |         |      |
|                   |    |                        |         |      |
| ВР                | 1  | Мартин Сильва          |         |      |
| ЗЩ                | 24 | Рикардо Масакотте      |         |      |
| ЗЩ                | 15 | Эрминио Миранда        |         |      |
| ЗЩ                | 5  | Хулио Сесар Мансур     | 57' 84' |      |
| ЗЩ                | 19 | Салустиано Кандия (к)  |         |      |
| ЗЩ                | 17 | Нельсон Бенитес        | 21'     |      |
| ПЗ                | 8  | Вильсон Питтони        |         |      |
| ПЗ                | 14 | Эдуардо Аранда         |         |      |
| ПЗ                | 3  | Алехандро Сильва       |         | 70'  |
| НП                | 10 | Хуан Мануэль Сальгейро |         | 82'  |
| НП                | 16 | Фреди Барейро          |         | 46'  |
| Запасные:         |    |                        |         |      |
| ВР                | 25 | Блас Эрмосилья         |         |      |
| ЗЩ                | 6  | Энрике Габриэль Меса   |         |      |
| ПЗ                | 4  | Матиас Хименес         | 70'     | 104' |
| ПЗ                | 13 | Карлос Паредес         |         |      |
| ПЗ                | 23 | Хорхе Баэс             | 82'     |      |
| НП                | 9  | Хуан Карлос Феррейра   | 46'     | 88'  |
| НП                | 11 | Арнальдо Касторино     |         |      |
| Тренер:           |    |                        |         |      |
| Эвер Уго Альмейда |    |                        |         |      |

| Помощники судьи: Умберто Клавихо Эдуардо Руис Четвёртый судья: Имер Мачадо |